# Ковылкин, Степан Терентьевич
Степа́н Тере́нтьевич Ковы́лкин  (24 ноября 1887, Трескино, Саратовская губерния — 11 февраля 1938, СССР)  — советский партийный деятель, железнодорожник, комиссар и руководитель нескольких железных дорог, в том числе Екатерининской железной дороги.

## Биография
Трудовую деятельность начал в 1899 году учеником булочной-пекарни в городе Саратове, откуда, проработав несколько дней, убежал. В 1900—1903 годах — ученик столяра, столяр мастерской паровой мельницы Шмидт в Саратове. В 1903 — декабре 1904 года — подручный столяра паровой мельницы Смирнова в Саратове.
С 1903 года — в революционном движении, выполнял отдельные поручения организации РСДРП, распространял нелегальную литературу и прокламации. Арестован 9 декабря 1904 года в Саратове. Сидел в тюрьме в Саратове с декабря 1904 по июнь 1905 года, уволен как малолетний и отдан под надзор полиции.
Член РСДРП(б) с 1905 года.
В 1905 году — столяр главных железнодорожных мастерских завода «Сотрудник», столяр частных мелких мастерских в Саратове. В 1905—1906 годах — на нелегальном положении. В 1905 году был членом Саратовского городского комитета РСДРП. Осенью 1905 года переехал в город Самару, где до 1906 года работал членом организации РСДРП Берегового района. В 1906 году (до ноября) — председатель Саратовского городского комитета РСДРП. Арестован 21 ноября 1906 года. Сидел в тюрьме Саратове с ноября 1906 по февраль 1907 года. В феврале 1907 года осужден Саратовской судебной палатой на два года заключения в крепости.
В 1908 году приговорен к административной ссылке, которую отбывал в 1908—1912 годах в селе Гробовом Киренского уезда Иркутской губернии. Одновременно работал столяром железнодорожных мастерских на станции Бодайбо Иркутской губернии. В 1912—1917 годах — столяр различных заводей пароходства в городе Киренске Иркутской губернии.
В марте 1917 года вернулся в Саратов, работал столяром Саратовских главных железнодорожных мастерских. В 1917 году — председатель местного комитета профсоюзов Саратовских главных железнодорожных мастерских, член, гласный Саратовской городской думы до октября 1917 года; председатель Железнодорожного комитета РСДРП(б) в Саратове. В октябре 1917—1918 года — член исполнительного комитета Саратовской совета рабочих и солдатских депутатов.
С марта 1919 года — комиссар (начальник) Рязано-Уральской железной дороги. С 3 июня 1919 — член Всероссийской комиссии по ремонту железнодорожного состава. В июле — августе 1919 года — инспектор железных дорог Северного и Восточного фронта.
12 ноября 1919 — февраль 1920 года — заведующий транспортного отдела Всероссийской чрезвычайной комиссии (ВЧК), член Коллегии ВЧК. Одновременно, с ноября 1919 до 1920 года — председатель Особого транспортного комитета Совета Труда и Обороны (РПО) РСФСР по введению военного положения на железная дорога, с 15 августа 1919 до января 1920 года — особоуполномоченный РЮО РСФСР по введению военного положения на железных дорогах Восточного фронта; в январе — феврале 1920 года — председатель транспортной комиссии Юго-Восточного фронта РККА.
В феврале — марте 1920 года — начальник Юго-Восточной железной дороги. В апреле 1920 — январе 1921 года — комиссар Сибирского округа путей сообщения, член Сибирского революционного комитета.
В январе — марте 1921 года — начальник Владикавказской железной дороги. В марте 1921 — апреле 1922 года — председатель Саратовского окружного комитета по перевозкам. Одновременно, в апреле 1921 — апреле 1922 года — начальник Рязано-Уральской железной дороги и уполномоченный ВЧК по борьбе с бандитизмом на Рязано-Уральской железной дороги и Волжском водном транспорте.
В апреле 1922 — феврале 1923 года — уполномоченный Народного комиссариата путей сообщения РСФСР по Сибирскому округу путей сообщения, член Сибирского революционного комитета (с мая 1922 года).
В феврале 1923—1924 года — начальник Северо-Западных железных дорог. В 1924 году — уполномоченный Народного комиссариата путей сообщения СССР по Северо-Западных железных дорогах.
В 1924—1926 годах — начальник Екатерининской железной дороги в городе Екатеринославе.
В 1927—1930 годах — управляющий Волжского речного пароходства. В 1931 — феврале 1932 года — начальник «Уралжелдорстроя». Член Всесоюзного общества старых большевиков с 1932 года.
17 февраля 1932 — 10 августа 1933 года — член коллегии Народного комиссариата рабоче-крестьянской инспекции СССР.
В августе 1933 — мае 1936 года — начальник Самаро-Златоустовской железной дороги. В мае — ноябре 1936 года — начальник Куйбышевской железной дороги. В ноябре 1936 — июле 1937 года — начальник Оренбургской железной дороги.
31 июля 1937 года арестован органами НКВД и расстрелян. Посмертно реабилитирован в июле 1956 году.

## Награды
- орден Трудового Красного Знамени (1936)

## Память
В честь Степана Терентьевича Ковылкина носит свое название город Ковылкино, Республики Мордовия